# Де Санти, Анджело
Анджело Де Санти (итал. Angelo De Santi; 1847, Триест — 1922, Рим) — итальянский священник-музыковед.

## Биография
Воспитанник ордена иезуитов, изучал музыку во Франции и Австрии. В 1877 г. стал членом ордена, работал в Триесте и Заре, затем был истребован в Рим по указанию папы Льва XIII для продолжения музыковедческих занятий. Де Санти занимался изысканиями по истории средневековой церковной музыки, прежде всего — григорианского хорала, — и его деятельность лежала в русле цецилианского движения, стремившегося возродить традиции старинной церковной музыки в противовес более современной, несущей на себе отпечаток концертного исполнительства. Основные идеи Де Санти по этому поводу были изложены в серии статей, появившихся в 1887—1892 гг. в газете «La Civiltà Cattolica». Некоторые из этих идей — в частности, параллель между григорианским хоралом и лейтмотивной техникой Рихарда Вагнера, — были весьма смелыми для своего времени. В 1902 г. при поддержке кардинала Карло Респиги Де Санти основал историко-музыкальный журнал «Rassegna Gregoriana».
Де Санти оказал значительное влияние на развитие круга итальянских музыкантов, заинтересованных в старинной музыке, к которому принадлежали, в частности, Джованни Тебальдини, Оресте Раванелло, Марко Энрико Босси, Лоренцо Перози и др.